# Caroline Frier

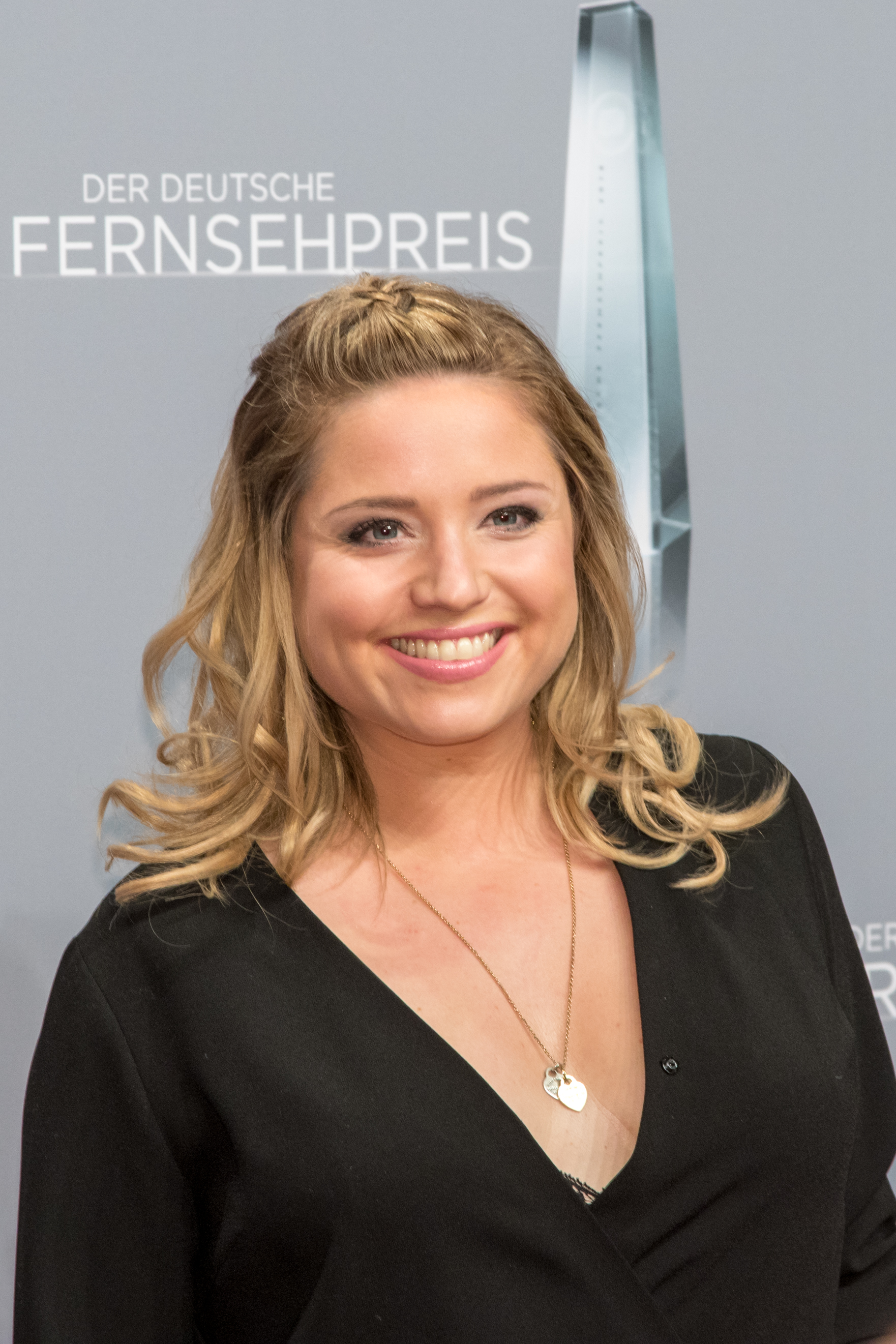
Caroline Frier (2018)

Caroline Maria Frier (* 16. Januar 1983 in Köln) ist eine deutsche Theater- und Fernsehschauspielerin.

## Leben
Caroline Frier schloss 2008 ihre dreijährige Theaterausbildung an der Schauspielschule der Keller in Köln ab. Im dortigen Theater der Keller debütierte sie neben dem damaligen Keller-Chef Meinhard Zanger in Jean-Paul Sartres Schauspiel Geschlossene Gesellschaft, das der ehemalige Künstlerische Leiter der Ruhrfestspiele Wolfgang Lichtenstein inszenierte.
2008 drehte sie zusammen mit Julia Koschitz und Katy Karrenbauer den Film Putzfrau Undercover. Sie spielte darin das Mitglied einer Putzkolonne, die für eine gefeuerte Anwältin an deren ehemaligem Arbeitsplatz Informationen sammelt. Anschließend stand sie mit Michael Kessler in Kesslers Knigge vor der Kamera. 2009 übernahm Frier eine Episodenrolle der Fernsehserie Unser Charly. 2010 bis 2011 spielte sie in der Telenovela Hand aufs Herz mit. Ab 2012 war sie in der Daily-Soap Alles was zählt als Bea zu sehen; im Dezember 2015 gab Frier ihren Ausstieg aus der Soap bekannt. In der achtteiligen RTL-Sitcom Nicht tot zu kriegen spielte sie 2016 neben Jochen Busse und Petra Nadolny die Hauptrolle der Dagmar Kramer. Ab 2019 hatte sie in der RTL-Comedyserie Schwester, Schwester – Hier liegen Sie richtig! die Hauptrolle der Krankenschwester „Micki“ Busch inne.
Vom 2023 bis 2025 spielte Frier die Protagonistin in der Sat.1-Vorabendserie Die Landarztpraxis.

### Familie und Privates
Caroline Frier ist die Tochter der Lehrerin Mechthild Klocke (* 1946 in Bochum) und des Anwalts Jörg Frier (* 1947 in Köln; † 2003). Ihre älteren Schwestern sind Annette, die ebenfalls als Schauspielerin tätig ist, und Sabine Frier, die als deren Managerin arbeitet. Neben Annette stand sie als Sekretärin Biggi für die Serie Danni Lowinski vor der Kamera. Hier lernte sie Dirk Borchardt kennen, den sie im Mai 2015 heiratete. Im April 2020 wurde veröffentlicht, dass sie sich bereits im Sommer 2019 getrennt hatten. Im Mai 2021 hat Frier in Köln ihren Freund, den Berliner IT-Manager Marc, geheiratet. Am 3. Januar 2022 wurde sie Mutter einer Tochter.

## Filmografie (Auswahl)
- 2007: Kinder, Kinder (Fernsehserie, Folge 1x08)
- 2007: Pastewka (Fernsehserie, Folge 3x07)
- 2008: Asthma (Kurzfilm)
- 2008: Putzfrau Undercover
- 2009: Kesslers Knigge (Fernsehsendung)
- 2010: Unser Charly (Fernsehserie, Folge 15x03)
- 2010–2011: Hand aufs Herz (Fernsehserie, 234 Folgen)
- 2012–2016: Alles was zählt (Fernsehserie, 145 Folgen)
- 2012: Auf Herz und Nieren (Fernsehserie, Folge 1x04)
- 2013–2014: Danni Lowinski (Fernsehserie, 16 Folgen)
- 2014: Wilsberg – Mundtot (Fernsehreihe)
- 2015: Wilsberg – Kein Weg zurück (Fernsehreihe)
- 2015: Rosamunde Pilcher – Rundum glücklich (Fernsehreihe)
- 2016: Nicht tot zu kriegen (Fernsehserie, 8 Folgen)
- 2016: Phoenixsee (Fernsehserie, 12 Folgen)
- 2017–2018: Knallerkerle (Fernsehsendung)
- 2017: SOKO Stuttgart (Fernsehserie, Folge 13x09)
- 2017: In aller Freundschaft (Fernsehserie, Folge 766)
- 2018: Mord mit Ansage (Fernsehsendung)
- 2018–2019: Hotel Verschmitzt (Fernsehsendung)
- 2019: Kreuzfahrt ins Glück – Hochzeitsreise auf die Kykladen (Fernsehreihe)
- 2019: Das Traumschiff – Sambia (Fernsehreihe)
- 2019–2020: Schwester, Schwester – Hier liegen Sie richtig! (Fernsehserie, 20 Folgen)
- 2021: Queens of Comedy (Fernsehserie, 6 Folgen)
- 2023: Wer füttert den Hasen? (Fernsehfilm)
- 2023: Die Chefin (Fernsehserie, Folge 14x06)
- 2023–2025: Die Landarztpraxis (Fernsehserie)

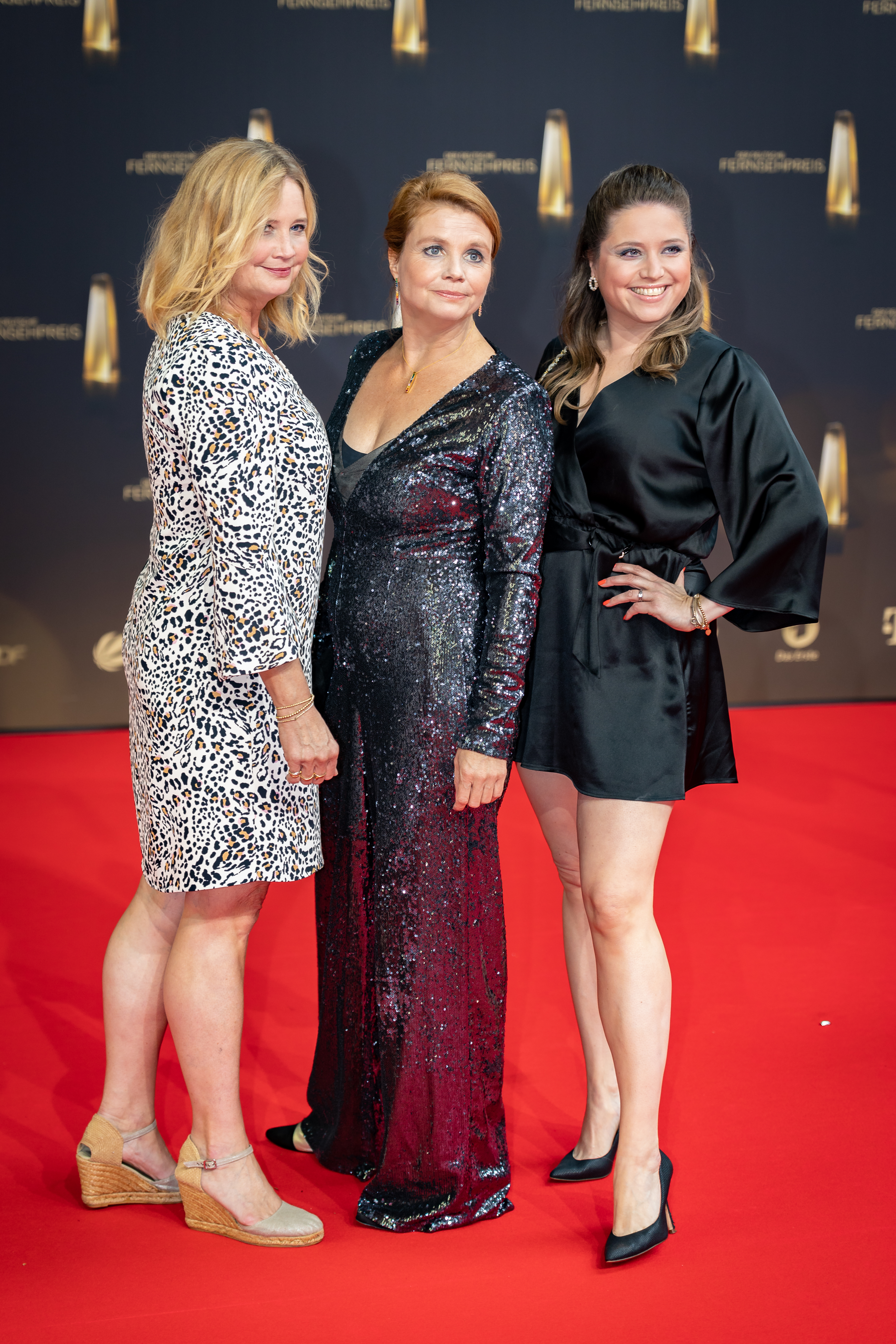
Caroline Frier (rechts) mit ihren Schwestern Sabine (links) und Annette (Mitte) (2022)

## Fernsehauftritte (Auswahl)
- 2015, 2020 und 2025 Wer weiß denn sowas? (ARD)
- 2020: Buchstaben Battle (Sat.1)
- 2021: Bin ich schlauer als...? (RTL)
- 2021: 5 Gold Rings (Sat.1)
- 2021: Denn sie wissen nicht, was passiert (RTL)
- 2022: Frei Schnauze (RTL)
- 2023: Promi Game Night (RTL Zwei, Moderation)
- 2023: Jetzt knallt’s (RTL)
- 2024: Das 1% Quiz (Sat.1)
- 2025: Wer weiß denn sowas? (ARD)
- 2025: Hast du Töne?

## Theaterauftritte (Auswahl)
- 2006: Geschlossene Gesellschaft (Theater der Keller)
- 2007: Peter Pan (Theater Oberhausen)
- 2007: Fang den Mörder (Gloria-Theater Köln)
- 2008: Drei Schwestern (Theater der Keller)
- 2008: Beim Film müsste man sein (Theater der Keller)
- 2009–2010: Fang den Mörder (Gloria-Theater Köln)
- 2010: Jedermann (Theater Haus Birkenried, Siegburg)

## Auszeichnungen
Frier erhielt 2006 eine Auszeichnung in der Kategorie beste Nachwuchsschauspielerin des NRW-Fachmagazins Theater pur. 2010 war sie als beste Nachwuchsschauspielerin für den Theaterpreis „Puck“ nominiert. 2012 wurde sie als Beste Newcomerin mit dem German Soap Award ausgezeichnet.